# Олександрівська сільська рада (Болградський район)
Олекса́ндрівська сільська́ ра́да — колишня  адміністративно-територіальна одиниця та орган місцевого самоврядування в Болградському районі Одеської області. Адміністративний центр — село Олександрівка.

## Загальні відомості
Олександрівська сільська рада утворена в 1940 році.
- Територія ради: 58,15 км²
- Населення ради: 2 457 осіб (станом на 2001 рік)
- Територією ради протікає річка Малий Котлабух

## Населені пункти
Сільській раді підпорядковані населені пункти:
- с. Олександрівка

## Населення
Згідно з переписом 1989 року населення села становило 2293 особи, з яких 1072 чоловіки та 1221 жінка.
За переписом населення 2001 року в селі мешкало 2438 осіб.

### Мова
Розподіл населення за рідною мовою за даними перепису 2001 року:
| Мова       | Відсоток |
| ---------- | -------- |
| гагаузька  | 89,17 %  |
| російська  | 4,27 %   |
| болгарська | 3,42 %   |
| українська | 1,67 %   |
| молдовська | 0,98 %   |
| циганська  | 0,33 %   |

## Склад ради
Рада складається з 18 депутатів та голови.
- Голова ради: Ільєв Антон Борисович
- Секретар ради: Замфіракі Феодора Трифонівна

### Керівний склад попередніх скликань
| Прізвище, ім'я, по батькові | Основні відомості                                                             | Дата обрання | Дата звільнення |
| --------------------------- | ----------------------------------------------------------------------------- | ------------ | --------------- |
| Ільєв Антон Борисович       | Сільський голова, 1959 року народження, освіта незакінчена вища, безпартійний | 26.03.2006   | 31.10.2010      |
| Ільєв Антон Борисович       | Сільський голова, 1959 року народження, освіта незакінчена вища, безпартійний | 31.10.2010   |                 |

Примітка: таблиця складена за даними сайту Верховної Ради України

### Депутати
За результатами місцевих виборів 2010 року депутатами ради стали:

#### За суб'єктами висування
| Суб'єкт висування                                       | Кількість обраних депутатів | %    |
| ------------------------------------------------------- | --------------------------- | ---- |
| Партія регіонів                                         | 5                           | 27,8 |
| Політична партія Всеукраїнське об'єднання «Батьківщина» | 4                           | 22,2 |
| Самовисування                                           | 4                           | 22,2 |
| Соціалістична партія України                            | 3                           | 16,7 |
| Комуністична партія України                             | 1                           | 5,6  |
| Народна партія                                          | 1                           | 5,6  |

#### За округами
| № округу                                                | Прізвище, ім'я, по батькові    | Дата визнання обраним | Освіта             | Партійна приналежність                        | Відомості про обраного депутата                                       |
| ------------------------------------------------------- | ------------------------------ | --------------------- | ------------------ | --------------------------------------------- | --------------------------------------------------------------------- |
| Комуністична партія України                             |                                |                       |                    |                                               |                                                                       |
| 8                                                       | Акімова Зіновія Миколаївна     | 09.11.2010            | вища               | позапартійна                                  | Олександрівська загальноосвітня школа, вчитель                        |
| Народна Партія                                          |                                |                       |                    |                                               |                                                                       |
| 5                                                       | Василіогло Семен Семенович     | 09.11.2010            | вища               | член Народної партії                          | приватний підприємець                                                 |
| Партія регіонів                                         |                                |                       |                    |                                               |                                                                       |
| 1                                                       | Волкова Софія Іванівна         | 09.11.2010            | вища               | член Партії регіонів                          | дитячий садок «Зірочка», завідувачка                                  |
| 3                                                       | Бороган Зінаїда Петрівна       | 09.11.2010            | середня спеціальна | позапартійна                                  | тимчасово не працює                                                   |
| 13                                                      | Парасківа Василь Семенович     | 09.11.2010            | вища               | позапартійний                                 | Олександрівська сільська рада, начальник військового облікового стола |
| 14                                                      | Георгієв Георгій Костянтинович | 09.11.2010            | вища               | позапартійний                                 | пенсіонер                                                             |
| 16                                                      | Георгієва Надія Іванівна       | 09.11.2010            | вища               | позапартійна                                  | Олександрівська загальноосвітня школа, вчитель                        |
| Політична партія Всеукраїнське об'єднання «Батьківщина» |                                |                       |                    |                                               |                                                                       |
| 2                                                       | Василіогло Марія Петрівна      | 09.11.2010            | вища               | член Всеукраїнського об'єднання «Батьківщина» | Олександрівська загальноосвітня школа, вчитель                        |
| 9                                                       | Замфіракі Федора Трифонівна    | 09.11.2010            | середня спеціальна | член Всеукраїнського об'єднання «Батьківщина» | Олександрівська сільська рада, соціальний працівник                   |
| 11                                                      | Парасківа Євгенія Пантеліївна  | 09.11.2010            | середня спеціальна | член Всеукраїнського об'єднання «Батьківщина» | Олександрівська загальноосвітня школа, секретар                       |
| 17                                                      | Василіогло Олена Михайлівна    | 09.11.2010            | середня            | член Всеукраїнського об'єднання «Батьківщина» | Олександрівський будинок культури, директор                           |
| Соціалістична партія України                            |                                |                       |                    |                                               |                                                                       |
| 4                                                       | Драганова Олена Вікторівна     | 09.11.2010            | середня            | позапартійна                                  | приватний підприємець                                                 |
| 15                                                      | Веліксар Ганна Василівна       | 09.11.2010            | вища               | член Партії регіонів                          | Олександрівська загальноосвітня школа, вчитель                        |
| 18                                                      | Кіоссе Петро Дмитрович         | 09.11.2010            | середня спеціальна | позапартійний                                 | тимчасово не працює                                                   |
| Самовисування                                           |                                |                       |                    |                                               |                                                                       |
| 6                                                       | Каранікола Юрій Іванович       | 09.11.2010            | середня            | позапартійний                                 | тимчасово не працює                                                   |
| 7                                                       | Драганов Петро Михайлович      | 09.11.2010            | вища               | позапартійний                                 | Олександрівська загальноосвітня школа, вчитель                        |
| 10                                                      | Велєв Степан Георгійович       | 09.11.2010            | вища               | позапартійний                                 | Олександрівська загальноосвітня школа, директор                       |
| 12                                                      | Василіогло Наталія Дмитрівна   | 09.11.2010            | середня спеціальна | позапартійна                                  | приватний підприємець                                                 |